# Weekly Young Magazine
Weekly Young Magazine (週刊ヤングマガジン, Shukkan Yangu Magazin) est un magazine de prépublication de mangas hebdomadaire de type seinen publié par Kōdansha depuis 1980.
Un magazine parallèle, le Monthly Young Magazine, est lancé le 9 décembre 2009.

## Liste des séries en cours
|  | Manga en inactivité |

| Titre                                                                                                   | Auteur                                                                               | Première publication |
| --- | ------------------------------------------------------------------------------------ | -------------------- |
| Minami-ke (みなみけ)                                                                                    | Coharu Sakuraba                                                                      | 1er mars 2004        |
| Kenka Kagyō (喧嘩稼業)                                                                                  | Yasuaki Kita                                                                         | 9 décembre 2013      |
| GTO: Paradise Lost (GTO パラダイス・ロスト, GTO paradaisu rosuto)                                       | Tōru Fujisawa                                                                        | 14 avril 2014        |
| Higanjima 48 Nichigo… (彼岸島 48日後…)                                                                  | Kōji Matsumoto                                                                       | 18 août 2014         |
| Archimedes no Taisen (アルキメデスの大戦)                                                               | Norifusa Mita                                                                        | 21 novembre 2015     |
| Seven Shakespeares: Non Sanz Droict (7人のシェイクスピア NON SANZ DROICT)                               | Harold Sakuishi                                                                      | 12 décembre 2016     |
| 1-nichi Gaishutsuroku Hanchō (1日外出録ハンチョウ)                                                      | Motomu Uehara / Kazuya Arai (dessin), Tensei Hagiwara / Nobuyuki Fukumoto (scénario) | 26 décembre 2016     |
| Are You Lost? (ソウナンですか?, Sōnan desu ka?)                                                         | Riri Sagara (dessin), Kentarō Okamoto (scénario)                                     | 7 janvier 2017       |
| Satanophany (サタノファニ)                                                                              | Yoshinobu Yamada                                                                     | 13 mars 2017         |
| Parallel Paradise (パラレルパラダイス, Parareru Paradaisu)                                              | Lynn Okamoto                                                                         | 18 mars 2017         |
| Nande koko ni sensei ga!? (なんでここに先生が!?)                                                        | Soborō                                                                               | 24 avril 2017        |
| My Home Hero (マイホームヒーロー)                                                                       | Masashi Asaki (dessin), Naoki Yamakawa (scénario)                                    | 29 mai 2017          |
| MF Ghost (MFゴースト, MF Gōsuto)                                                                        | Shūichi Shigeno                                                                      | 4 septembre 2017     |
| Tobaku Datenroku Kaiji: 24 Oku Dasshutsu-hen (賭博堕天録カイジ 24億脱出編)                              | Nobuyuki Fukumoto                                                                    | 28 août 2017         |
| Under Ninja (アンダーニンジャ)                                                                          | Kengo Hanazawa                                                                       | 23 juillet 2018      |
| Kenshirō ni Yoroshiku (ケンシロウによろしく)                                                            | Jasmine Gyuh                                                                         | 16 mars 2020         |
| Seven Star JT (セブン☆スターJT)                                                                         | Yanauchi Daiju                                                                       | 13 juillet 2020      |
| Ame to Kimi to (雨と君と)                                                                               | Kō Nikaidō                                                                           | 17 août 2020         |
| Nando toki o Kurikaeshitemo Honnouji ga Moerunjaga!? (何度、時をくりかえしても本能寺が燃えるんじゃが!?) | Kenshi Fujimoto (dessin), Keisuke Ide (scénario)                                     | 9 novembre 2020      |
| Tawawa on Monday (月曜日のたわわ, Getsuyōbi no Tawawa)                                                  | Kiseki Himura                                                                        | 16 novembre 2020     |
| Tsugumi Project (虎鶫〈とらつぐみ〉 -TSUGUMI PROJECT-, Toratsugumi - Tsugumi Project)                   | ippatu                                                                               | 25 janvier 2021      |
| Sōsei Yūgi (双生遊戯)                                                                                   | Atsushi Okada                                                                        | 26 avril 2021        |
| Inu to Kuzu (犬と屑)                                                                                    | Iori Asaga                                                                           | 21 juin 2021         |
| The Fable: The Second Contact (ザ・ファブル The second contact)                                         | Katsuhisa Minami                                                                     | 19 juillet 2021      |
| Mumurin (ムムリン)                                                                                      | Junichiro Sasaki (dessin), Yuki Iwai (scénario)                                      | 2 août 2021          |
| Gyaru Sen (ギャルせん)                                                                                  | Meguru Ueno                                                                          | 13 septembre 2021    |
| Manchuria Opium Squad (満州アヘンスクワッド, Manshū Ahen Squad)                                         | Tōru Hakoishi (dessin), Tsukasa Monma (scénario)                                     | 18 septembre 2021    |
| From the Dust (君が獣になる前に, Kimi ga Kemono ni Naru Mae ni)                                         | Takashi Sano                                                                         | 4 octobre 2021       |
| DEMONS STAR ()                                                                                          | Shin Mikuni (dessin), Shūji Abe                                                      | 1er novembre 2021    |
| Paripi Kōmei (パリピ孔明)                                                                               | Ryō Ogawa (dessin), Yūto Yotsuba (scénario)                                          | 22 novembre 2021     |
| Tsuwamonogatari (ツワモノガタリ)                                                                        | Tadataka Hosokawa                                                                    | 29 novembre 2021     |
| Zeikin de Katta Hon (税金で買った本)                                                                    | Kei Keiyama (dessin), Zuino (scénario)                                               | 13 décembre 2021     |
| code: Nosutora (code:ノストラ)                                                                          | Akashi Hideyuki (dessin), Tadashi Agi (scénario)                                     | 27 décembre 2021     |
| Hare kon. O kawari! (ハレ婚。おかわり!)                                                                 | NON                                                                                  | 17 janvier 2022      |
| Zomia (ゾミア)                                                                                          | Ten Ishida (dessin), Sōhei Asamura                                                   | 28 février 2022      |

## Liste des séries terminées

### Années 1980
- Gambler Jiko Chuushinha (ぎゅわんぶらあ自己中心派?) de Katsuhiro Ōtomo (1982–1987)
- Akira (アキラ?) de Katsuhiro Otomo (1982–1990)
- Be-Bop High School (ビー・バップ・ハイスクール?) de Kazuhiro Kiuchi (1983–2003)
- Bataashi Kingyo (バタアシ金魚?) de Minetarō Mochizuki (1986–1988)
- Shakotan Boogie (シャコタン★ブギ?) de Michiharu Kusunoki (1986–1996)
- 3×3 Eyes de Yūzō Takada (1987–2002)
- Ghost in the Shell (攻殻機動隊?) de Masamune Shirow (1989–1996)

### Années 1990
- Wangan Midnight (湾岸ミッドナイト?) de Michiharu Kusunoki (1992–2008)
- Mademoiselle météo (お天気お姉さん?) de Tetsu Adachi (1992–1994)
- Ike ! Inachū takkyū-bu (行け!稲中卓球部?) de Minoru Furuya (1993–1996)
- Dragon Head (ドラゴンヘッド?) de Minetarō Mochizuki (1994–1999)
- Initial D (頭文字D?) de Shūichi Shigeno (1995–2013)
- Taberemasen (食べれません?) de Yanwari Kazama (1995–2013)
- Tobaku Mokushiroku Kaiji (賭博黙示録カイジ?) de Nobuyuki Fukumoto (1996–1999)
- Ago Nashi Gen to Ore Monogatari (アゴなしゲンとオレ物語?) de Akira Hiramoto (1998–2009)
- Ippatsu Kiki Musume (イッパツ危機娘?) de Shigemitsu Harada (1998–2000)
- Bakugyaku Familia (莫逆家族?) de Hiroshi Tanaka (1999–2004)
- Naniwa Tomoare (ナニワトモアレ?) de Katsuhisa Minami (1999–2006)

### Années 2000
- Karate Shōkōshi Kohinata Minoru (空手小公子 小日向海流?) de Baba Yasushi (2000–2012)
- Tobaku Hakairoku Kaiji (賭博破戒録カイジ?) de Nobuyuki Fukumoto (2000–2004)
- Chobits (ちょびっツ?) de CLAMP (2001–2002)
- Higanjima, l'île des vampires (彼岸島?) de Kōji Matsumoto (2002–2010)
- Kyō no go no ni (今日の5の2?) de Koharu Sakuraba (2002–2003)
- Remote (リモート?) de Tadashi Agi (2002–2004)
- xxxHOLiC (xxxホリック?) de CLAMP (2003–2011)
- Saru Lock (猿ロック?) de Naoki Serizawa (2003–2009)
- Out Law (アウト・ロー?) de Kōji Kōno (2004–2007)
- Tobaku Datenroku Kaiji (賭博堕天録カイジ?) de Nobuyuki Fukumoto (2004–2007)
- Biomega (バイオメガ?) de Tsutomu Nihei (2004–2006)
- Sweet Poolside (スイートプールサイド?) de Shūzō Oshimi (2004)
- Kenka Shōbai (喧嘩商売?) de Yasuaki Kita (2005–2011)
- Cherry Nights (チェリーナイツ?) de Dragon Odawara (2005–2011)
- Shinjuku Swan (新宿スワン?) de Ken Wakui (2005–2013)
- Winning Ticket (ウイニング・チケット?) de Hiromoto Komatsu (2006–2011)
- Kiss × sis (キス × シス?) de Bow Ditama (2008–2009)
- Coppelion (コッペリオン?) de Yagi Shinba / Tomonori Inoue (2008–2016)
- Tobaku Datenroku Kaiji: Kazuya-hen (賭博堕天録カイジ 和也編?) de Nobuyuki Fukumoto (2009–2012)
- Kaitan (カイタン?) de Hiroshi Kisashi (2009–2010)

### Années 2010
- Montage (モンタージュ?) de Jun Watanabe (2010-2015)
- Kurohyō: Ryū ga Gotoku Shinshō (クロヒョウ 龍が如く新章?) de Yukai Asada (2010-2011)
- Prison School (監獄学園?) de Akira Hiramoto (2011-2017)
- Psychometrer Eiji (サイコメトラーEIJI?) de Yūma Andō et Masashi Asaki (2011-2014)
- Green Blood (グリーン ブラッド?) de Masasumi Kakizaki (2011-2013)
- Wild Cherry Nights (ワイルドチェリーナイツ?) de Dragon Odawara (2011-2012)
- Yuki ni Tsubasa (雪にツバサ?) de Shin Takahashi (2011-2013)
- 8♀1♂ (ハチイチ?) de Kaori Saki (2012-2015)
- Hantsu × Trash (ハンツー×トラッシュ?) de 	Hiyoko Kobayashi (2012-2020)
- Cherry Nights R (チェリーナイツR?) de Dragon Odawara (2012-2014)
- xxxHOLiC Rei (×××ホリック◆ 戻?) de CLAMP (2012-2017)
- Tokkō Jimuin Minowa (特攻事務員ミノワ?) de Kei Ogawa (2013)
- Harem Marriage (ハレ婚。?) de NON (2014-2019)
- The Fable (ザ・ファブル?) de Minami Katsuhisa (2014-2019)
- Back Street Girls (バックストリートガールズ?) de Jasmine Gyuh (2015-2018)
- Tobaku Datenroku Kaiji: One Poker-hen (賭博堕天録カイジ ワン・ポーカー編?) de Nobuyuki Fukumoto (2013-2017)
- Shōjo Fujuubun (少女不十分?) de Mitsuru Hattori (2015-2016)
- Tejina Senpai (手品先輩?) de AZU (2016-2021)
- Korosazaru Mono, Ikubekarazu (殺さざる者、生くべからず?) de Yousuke Nakamura (2017)
- Watashi no Shōnen (私の少年?) de Hitomi Takano (2018-2020)
- Fujimi no Tokkouhei: Ikitoshi Ikeru Monotachi e (不死身の特攻兵 生キトシ生ケル者タチヘ?) de Naoki Azuma et Shouji Koukami (2018-2020)
- Yukionna to Kani wo Kuu (雪女と蟹を食う?) de Gino0808 (2019-2020)
- Chigirenai Hito (契れないひと?) de Takeshi Taka (2019-2020)
- Minagoroshi no Arthur (皆殺しのアーサー?) de Yuichirō Koga (2019-2020)
- Kubi wo Kiraneba Wakarumai (首を斬らねば分かるまい?) de Tsukasa Monma et Yoshiki Tanaka (2019-2020)
- Does a Hot Elf Live Next Door to You? (おたくの隣りはエルフですか？?) de Meguru Ueno (2019-2021)
- Red Card (レッドカード?)de Masa Ichikawa (2019-2020)

### Années 2020
- Boys Run the Riot (ボーイズ・ラン・ザ・ライオット?) de Keito Gaku (2020)
- Bukuro Kicks (ブクロキックス?) de Matsuki Ikka (2020-2021)
- Candy & Cigarettes (キャンディ & シガレッツ?) de Tomonori Inoue (2021)
- God of Dog de Kō Kimura (2020-2021)
- Renkin Buraikan (錬金ブライカン?) de Hakaru Takarai (2020-2021)
- Opekan (オペ看?) de Mao Ningen et Misao (2020-2021)